# 金旋獎
政大金旋獎（英語譯名：NCCU GOLDENMELODY AWARDS）為臺灣大專院校最具指標性的音樂比賽。1980年由國立政治大學學生代表聯席會議（今政大學生會）首次舉辦，現在由政大獨立社團組織政大金旋獎籌備委員會主辦、文化部影視及流行音樂產業局指導的全國大專院校音樂比賽。
政大金旋獎以「自由抒發」為核心理念，為所有熱愛音樂的學生打造一座毫不設限的舞台。政大金旋獎每年舉辦音樂節、初賽和決賽，吸引來自全國各地許多大專院校同學的參與。由於報名人數眾多，並且邀請知名音樂人擔任評審，被視為喜愛音樂的學生發表創作的舞台，也是唱片公司發掘新生代音樂人的寶庫，為臺灣學生眼中極具公信力的比賽。

## 歷史沿革
1979年的夏天，五個政大振聲合唱團的大男生吃完宵夜後，其中一人哼起美國「Brother 4」合唱團的歌，其他四個人竟然可以即興應和，隨後他們靈機一動，直奔女生宿舍，對著宿舍大樓唱了一首又一首情歌。那天之後，政大多了一個男聲重唱團「Brother 5」，他們的人氣迅速攀升，經常應邀前往校內大大小小的活動演出。同年秋天，「Brother 5」的成員分別擔任合唱團團長、顧問以及吉他社正副社長，在社團負責人研習會中，他們提出了舉辦「政大人的民歌比賽」的構想。隔年三月，由代聯會主辦，振聲合唱團、吉他社負責鼓勵同學參加，比賽定名為「政大金旋獎民歌比賽」，金旋獎發掘音樂人才、促進音樂交流的使命於焉展開。
金旋獎從校內民歌比賽出發，不僅見證台灣樂壇70年代校園民歌時期的最後一抹風采、80年代解嚴前的陣痛，更歷經了90年代過後的音樂大爆發。2002年起，金旋獎成為全國性的校際音樂競賽，每年都吸引上千位參賽者報名，表演曲風囊括搖滾、民謠、爵士等等。藉由專業評審的挑選，新時代的好聲音在這個舞台上展露頭角，張雨生、陳綺貞、盧廣仲、閃靈樂團與蘇打綠等知名音樂人，都曾在這裡唱出自己的歌。多年來政大金旋獎因為學生自辦的堅持，不必在意商業考量，不僅孕育無數撼動台灣樂壇的歌手，更替上萬名參賽者搭建了毫無設限的築夢舞台，近年來更鼓勵所有參賽者將表演融入自身創意，成為不被潮流淹沒的新一代音樂人才。
第十屆金旋獎時，主辦單位特別製作紀念專輯 ，但是當時沒能獲得廣告商青睞，數萬元的製作費皆由「Brother 5」的成員之一，國貿系系友陳景昌個人全力贊助，也是第一次有政大金旋獎合輯的誕生。
2003年第20屆金旋獎曾因SARS事件而停辦，隔年復辦。
2015年首次走出政大校園，於華山1914文化創意產業園區舉辦「金旋音樂節」，除邀請歷屆金旋得獎者參與演出，並舉辦不限制資格的網路樂團徵選，同時配合金旋獎回顧特展與街頭市集，提供國內音樂人更多元的舞台。
政大金旋獎的參賽者，有些後來進入了演藝圈，楊海薇、周秉均是開創者，再來的張雨生、陶晶瑩、陳珊妮、陳子鴻、陳建寧、陳綺貞、閃靈樂團、蘇打綠樂團、盧廣仲、來吧！焙焙！、林育群等。隨著政大金旋獎的人才輩出，不知不覺成為各校的音樂盛事，先是校內的音樂比賽，後來成為北區大專生音樂比賽，到今天的全國大專生音樂比賽，每年吸引上千名高水準的參賽者參加比賽。

## 各屆主題
政大金旋獎的工作團隊每年都會為當屆政大金旋獎設定一個主題，每屆主題不盡相同，但都代表著當屆工作團隊對政大金旋獎的期許。多元化的主題，也成為政大金旋獎的一大特色。
金旋獎近幾年來皆邀請前一屆的優秀參賽者，為當屆比賽創作主題曲，並將歌曲拍攝成為音樂錄影帶(MV)，除了以此象徵當屆比賽的開始，也期待透過如此的合作關係，增加與參賽者之間的連結、提供音樂人更多的曝光機會。

}

## 金旋合輯
每屆金旋獎結束後，金旋工作團隊會將「創作組」入圍決賽的作品收錄成為實體CD或USB形式的合輯，以此紀錄當屆比賽創作的好音樂，每年出版的合輯也成為參賽者及觀眾的收藏品。

## 比賽項目與評分方式
政大金旋獎參賽資格為全國大專院校在學學生，由於報名人數眾多，分為初賽及決賽兩階段，並視當屆報名情況而定，舉行 DEMO 海選。
比賽項目分為獨唱組、 重對唱組、 創作組。各組依據技巧、音色、台風、詮釋、伴奏、編曲、舞台效果等不同項目，按比例給分進行評選，選出當屆的優勝者。

## 歷屆得獎者及名人
許多歌手、樂團、製作人，如陳子鴻、張雨生、陳珊妮、陶晶瑩、陳綺貞、閃靈、蘇打綠、盧廣仲、柯泯薰、林育羣、鄭興、麋先生、老王樂隊、理想混蛋之部分團員等，都是由政大金旋獎出身，茄子蛋亦曾入圍決賽。

## 工作團隊

### 策劃組
賽前完善比賽規則、處理報名手續與聯絡參賽者；比賽當天控管流程、人員動線，擔任接待參賽者的第一線工作人員。平時負責會議記錄、會計與場地租借協調。

### 行銷組
負責實體和網路宣傳活動提案及執行，並透過網路平台（臉書粉絲專頁、官方網站、Instagram）行銷金旋品牌、形塑品牌形象、宣傳金旋相關活動，有效地傳遞金旋第一手消息，提高金旋獎整體曝光度。

### 工程組
事前參訪音響公司、賽前與參賽者溝通舞台需求、各表演活動及比賽協助舞台架設、幫助表演者及參賽者排除舞台上之問題，是面對舞台的第一線工作人員。

### 設計組
負責政大金旋獎的一切視覺呈現。負責主視覺設計、場地視覺佈置，是以視覺表現政大金旋獎理念與形象的工作崗位。

### 影像組
負責活動靜態攝影、動態影音紀錄與主題曲 ＭＶ 拍攝，以影像留存政大金旋獎參賽者、評審嘉賓與工作人員的精彩瞬間。

### 公關組
負責聯絡贊助及合作單位、與該單位洽談合作內容、追蹤資金流向與物資來源；並且接洽合作媒體，尋求曝光機會。

### 評審組
負責政大金旋獎自Demo、初賽、決賽評審邀約與接待相關事宜，並負責安排音樂節與決賽嘉賓之陣容。

## 外部連結
- 官方网站
- 金旋獎的Facebook專頁
- YouTube上的金旋獎頻道
- 政大金旋獎StreetVoice街聲平台 （页面存档备份，存于）

| 屆數 | 主題                 | 主題曲                 |
| ---- | -------------------- | ---------------------- |
| 17屆 | 歌舞‧昇平‧新金旋     |                        |
| 18屆 | 金旋西部英雄會       |                        |
| 19屆 | 榮耀金旋             |                        |
| 20屆 | 夢想金旋             |                        |
| 21屆 | 飆金旋               |                        |
| 22屆 | 飛樂金旋             | 隱形翅膀 (詞/曲：青峰) |
| 23屆 | 熾金旋               |                        |
| 24屆 | 繪金旋               | 唱遊                   |
| 25屆 | 武金旋               | 骨氣                   |
| 26屆 | 嗆金旋               | 哇靠！生活！           |
| 27屆 | 噢金旋               | Sparkles               |
| 28屆 | 遊樂金旋             | 遊樂                   |
| 29屆 | 噪反金旋             | 噪音                   |
| 30屆 | 自由抒發             | 明日香                 |
| 31屆 | 來吧！原來音樂長這樣 | N/A                    |
| 32屆 |                      | 輪廓                   |
| 33屆 |                      | Tell Me                |
| 34屆 |                      | 我還年輕 我還年輕      |
| 35屆 | 歪有引力             | 積雨雲                 |
| 36屆 | 近日點               | 凌星凝望               |
| 37屆 | 拾夢                 | 夢曉                   |
| 38屆 | 歡迎光臨金旋大飯店   | 午夜狂歡               |
| 39屆 | 金旋流浪指南         | 芒太郎                 |
| 40屆 | 家                   | 機器智慧管家           |
| 41屆 | 行走                 | 相信自己是可以的       |
| 42屆 | 光                   | 平凡健康快樂           |